# Kim & Hallo
Kim & Hallo er en musikgruppe fra Skive, der spiller musik målrettet Dansktoppen. Gruppen opstod, efter at orkestres to grundlæggere, Kim Harring og Keld Dons, i 1989 planlagde at indspille en cd. Den første cd indeholdt bl.a. nummeret Du ligner din mor, som blev orkestrets første hit på Dansktoppen.
Det blev startskuddet til en travl periode. Kim & Hallo blev født. Orkestret bestod af: Kim Harring, Keld Dons, Frank Snebang og Frank Riisgaard. 
Siden starten i 1990 har de haft det ene mål, at blive Danmarks bedste danseorkester. 3 singler, 9 albums og de mange optrædener i ind- og udenlandsk TV (bl.a. DR, TV2, Norske NRK, Svenske SVT og Finske FVT) har ført orkesteret frem til en enestående position i dansk musikliv.

## Medlemmer
Kim & Hallo består af : Kim Harring, Jacob Thorstensen, Benny Jensen, Lasse Mark og Martin Lykke.

## Album
- Du ligner din mor Vol. 1
- Kim & Hallo Vol.2
- Frimærkesprog Vol. 3
- Drømmeland Vol. 4
- The Collection
- Glimt i dit øje Vo. 5
- 10 år med Kim & Hallo
- Harmonika
- Tre Bornholmer i en gummibåd
- Frimærkesprog 3 CD boks
- Det' helt okay Vol. 8
- Saxofon
- Danske Schlägere - Vol .9
- 25 år med Kim & Hallo

## Ekstern henvisning
- Hjemmeside